# Bergketen
Een bergketen is een meestal langgerekte groep bergen van beperkte geografische omvang. Bergketens bestaan uit dicht bij elkaar staande bergtoppen of bergkammen met een vergelijkbare oriëntatie, ouderdom en ontstaanswijze. Bergketens maken altijd deel uit van een grotere groep bergen zoals een gebergte of gebergtegordel.